# Gado-gado
Gado-gado – sałatka wegetariańska charakterystyczna dla kuchni indonezyjskiej. Łączy w sobie słodki oraz pikantny smak.

## Charakterystyka
Sałatka składa się z mieszanki lekko gotowanych warzyw (kapusta, fasolka o długich strąkach, musztardowiec i kiełki fasoli) oraz smażonych tofu i tempehu, jak również jajek i lontongu (ryż w liściach bananowca). Serwuje się ją polaną z wierzchu lepkim, pikantnym i lekko słodkim sosem z pokruszonych orzechów ziemnych (dawniej droższych nerkowców), cukru palmowego oraz chili i skropioną sokiem z limonki. Jako dodatek podawana jest smażona cebula, krewetkowe krakersy, a nawet kurczak. Może być serwowana na śniadanie, lunch lub obiad.

## Historia
Potrawa jest oferowana w prawie każdej części Indonezji, a obszary kraju mają swoje lokalne wersje. Jej pochodzenie nie jest znane (jest obecna w kulturze indonezyjskiej od XVI wieku), chociaż wskazuje się, że jest specjalnością kulinarną Betawi (Dżakarty). Być może nazwa gado-gado pochodzi od słowa „digado”, które w Dżakarcie oznacza „jeść bez ryżu”, ponieważ danie jest zwykle spożywane z lontongiem. 

## Galeria

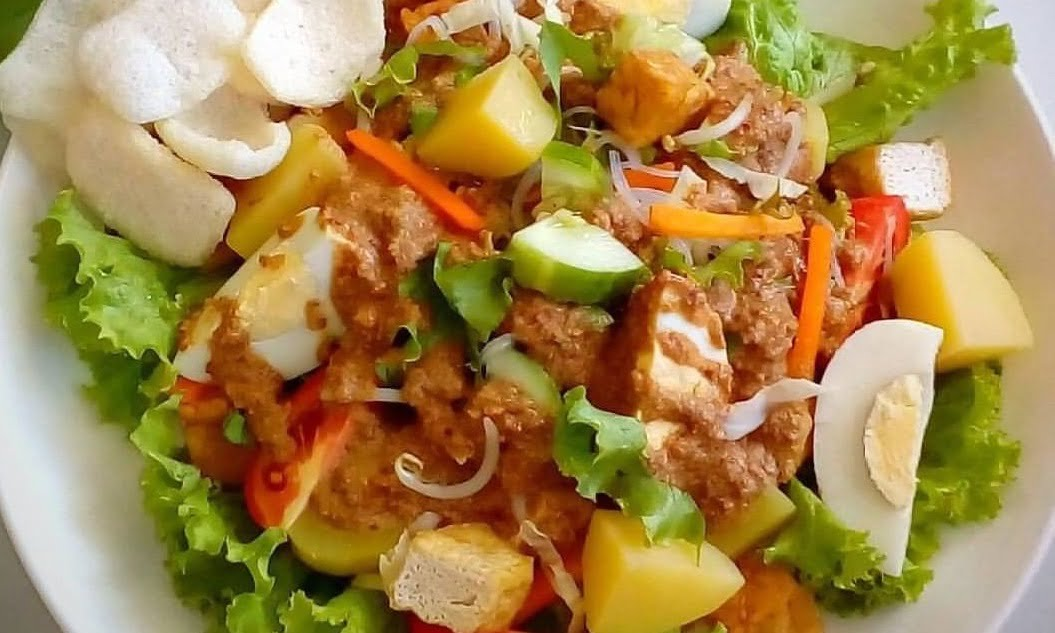
Gado-gado w Dżakarcie
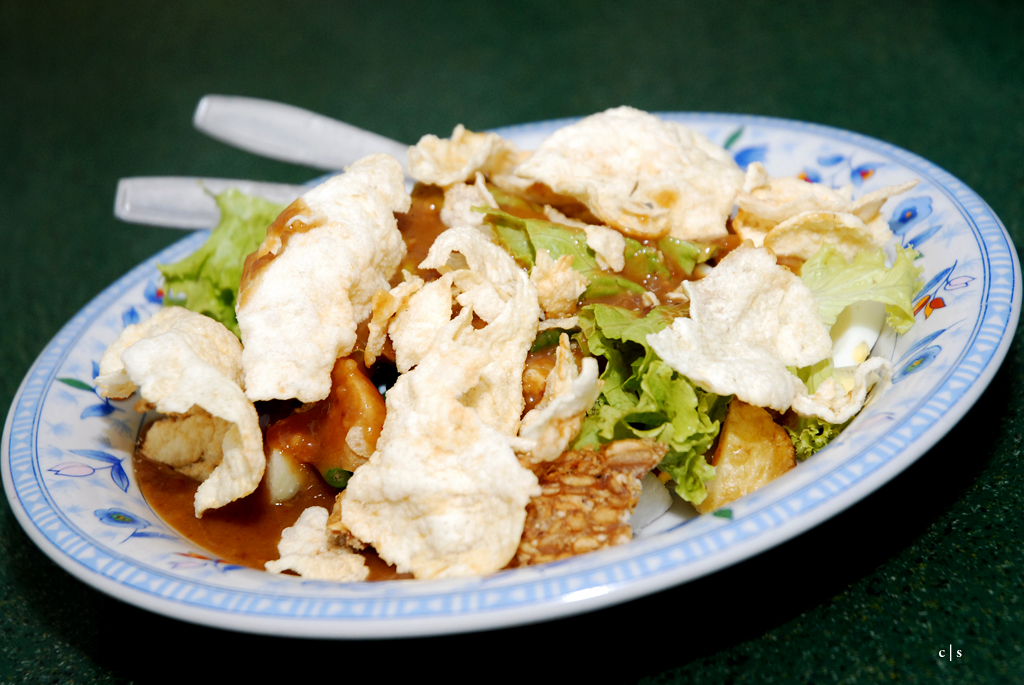
Sałatka na talerzu
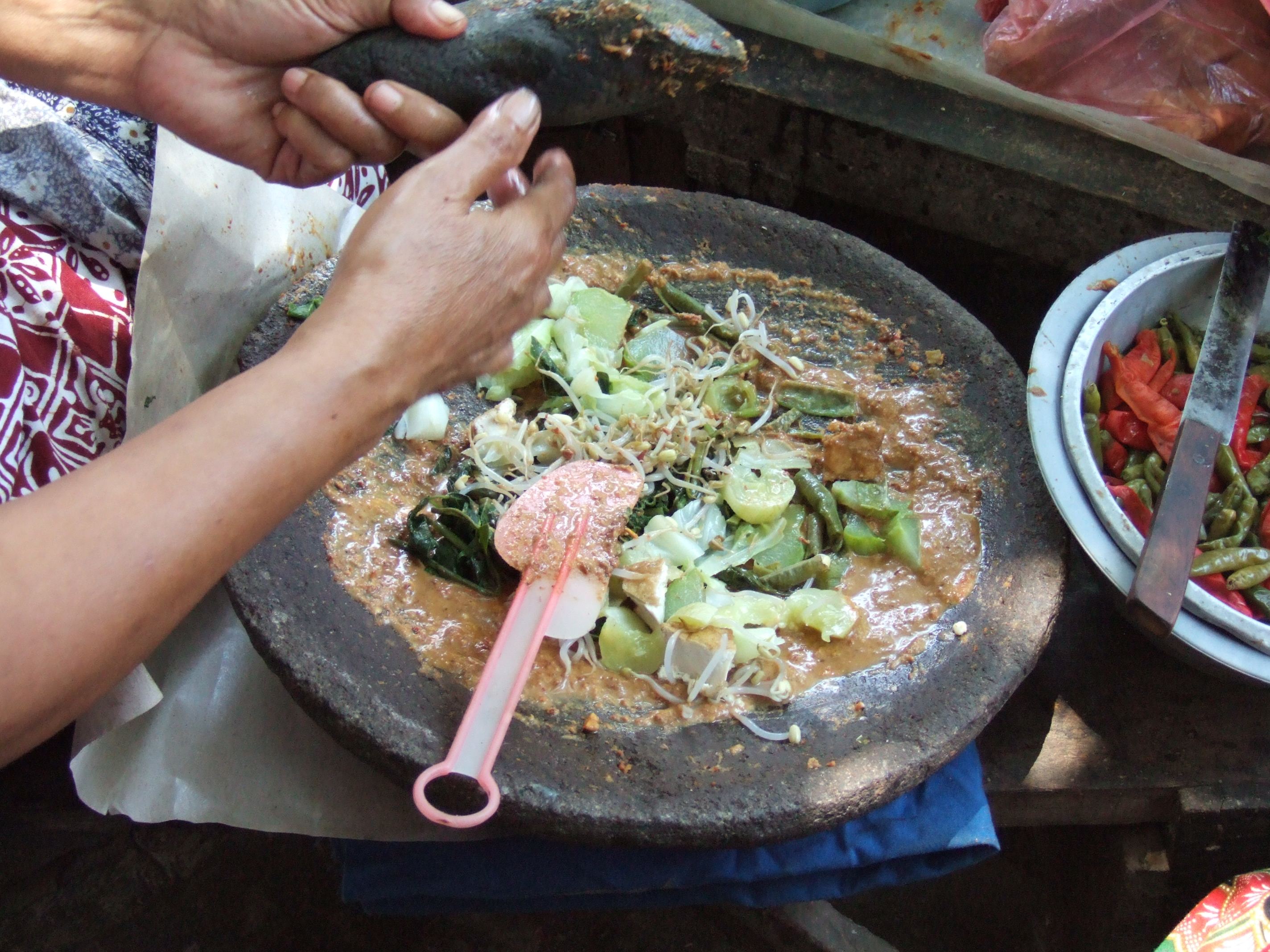
Przygotowywanie